# Azo
Azo Portius (* vor 1190; † 1220) war ein Jurist und Glossator in Bologna.

## Wirken
Azo war einer der später berühmt gewordenen Studenten von Johannes Bassianus. Sein bekanntestes Werk ist eine lehrbuchhafte Zusammenfassung und Kommentierung, eine so genannte Summe, die den ersten neun Büchern des Codex Iustinianus folgt, die Summa Codicis. Daneben verfasste er eine Summa Institutionum zu den Institutionen. In den gedruckten Ausgaben der von Azo als Gesamtwerk geplanten Summen wurden sie mit einer Summe zu den Digesten ergänzt, von der nicht klar ist, ob und in welchem Umfang er an ihr mitgearbeitet hat.
Außerdem ist er Autor mehrerer so genannter Glossenapparate (d. h. Sammlungen von einzelnen Glossen zum später sogenannten Corpus iuris civilis einschließlich der Digesten). Diese Glossenapparate beruhen auf Arbeiten des Johannes Bassianus. Vielleicht haben sie Azos noch berühmterem Schüler Accursius wiederum als Vorlage gedient, dessen annähernd 100.000 Randbemerkungen umfassender Glossenapparat, die Glossa ordinaria, im späten Mittelalter und in der frühen Neuzeit das Standarderläuterungswerk zu den römischen Rechtsquellen war.
Azos Bedeutung wird daran deutlich, dass er der einzige Glossator ist, dessen Werk nicht von der Glossa ordinaria verdrängt wurde. Seine Summen waren das „Lehr- und Handbuch des römischen Rechts schlechthin“ (Franz Dorn); sie wurden bis 1610 immer wieder aufgelegt. Das große Ansehen, das Azo selbst über viele Jahrhunderte genoss, lässt sich an dem italienischen Spruch Chi non ha Azzo non vada al palazzo ablesen. Dieser Spruch lässt sich verstehen im Sinn von „Wer nicht (eine Ausgabe der Summen des) Azo (in seinem Besitz) hat, wird nicht in das Richterkollegium aufgenommen“ und im Sinn von „Wer (die Rechtsmeinung des) Azo nicht (auf seiner Seite) hat, sollte nicht zum Gericht gehen“.

## Werke

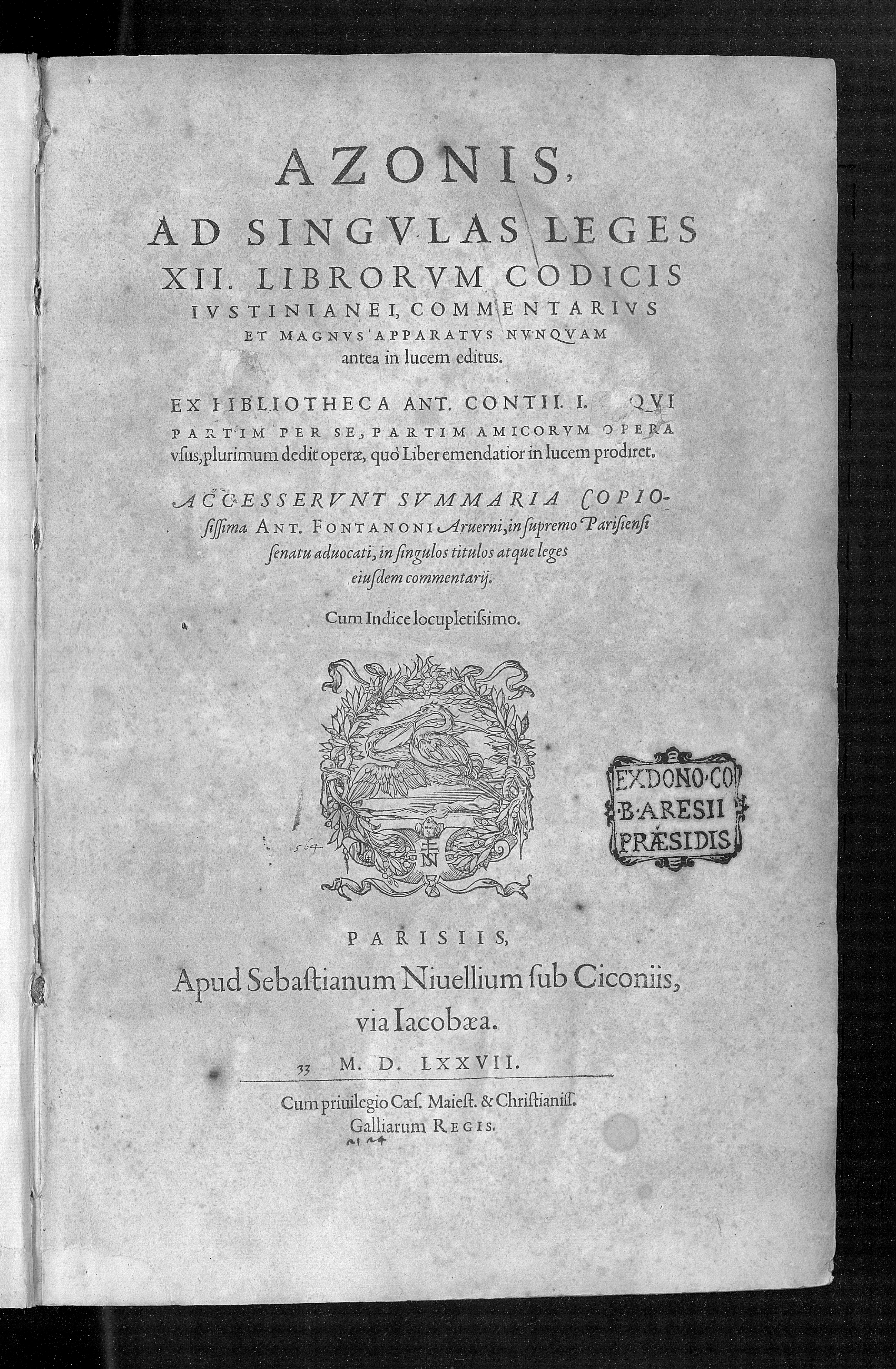
Ad singulas leges XII librorum Codicis Iustinianei commentarius, 1577

- Incipit p[ro]hemiu[m] ad summa[m] codicis per d[omi]n[u]m azonem [com]posita[m] : [C]Vm post inue[n]t[i]onez scie[n]tie// sup[er]uenerit g̃re plenitudo ... Drach, Spire 1482. (Digitalisat)
- Summa Azonis, Pavia 1506 [Neudr. Corpus glossatorum juris civilis. Bd. 2: Azonis Summa super codicem: Instituta extraordinaria, bearb. v. Mario Viora, Torino 1966]
- Azonis In ius civile Summa. Lugduni, 1564 (Digitalisierte Ausgabe der Universitäts- und Landesbibliothek Düsseldorf)
- Brocardica aurea, Neapel 1568 [Neudr. Corpus glossatorum juris civilis. Bd. 4: Pilii Medicinensis Quaestiones Sabbatine, Othonis Papiensis Ordo iudiciarius qui dicitur "olim": Azonis Brocarda, Torino 1967] (Ausgabe Venedig 1566, Digitalisat der BSB)
- Azonis ad singulas leges XII librorum Codicis Justinianei commentarius, Paris 1577 [Neudr. Corpus glossatorum juris civilis. Bd. 3: Azonis Lectura super codicem: Hugolini Apparatus in tres libros, bearb. v. Mario Viora, Torino 1966], 1–717. (Ausgabe Lyon 1596, Digitalisat der BSB)
- Die Quaestiones des Azo. Zum ersten Male aus den Handschriften herausgegeben, bevorwortet und mit Noten versehen, hg. v. Ernst Landsberg, Freiburg i. Brsg. 1888. online
- S. Caprioli u. a. [Hg.], Reliquie preaccursiane, Teil 1: Duecentotre glosse dello strato azzoniano alle Istituzioni, in: Rivista di storia del diritto italiano 50 (1977) S. 5–117.